# Ilex leucoclada
Ilex leucoclada är en järneksväxtart som beskrevs av Tomitaro Makino. Ilex leucoclada ingår i släktet järnekar, och familjen järneksväxter. Inga underarter finns listade i Catalogue of Life.

## Bildgalleri

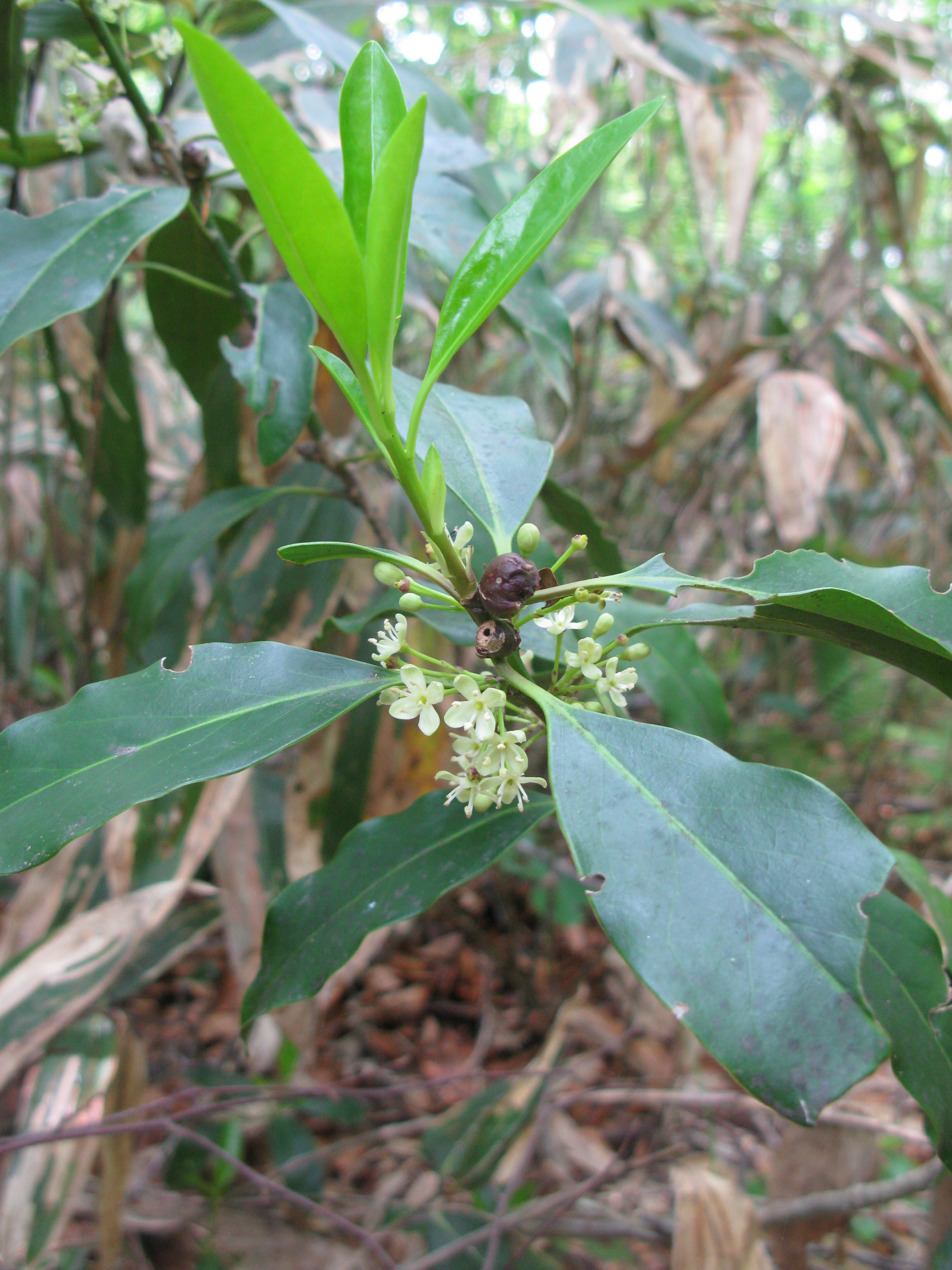
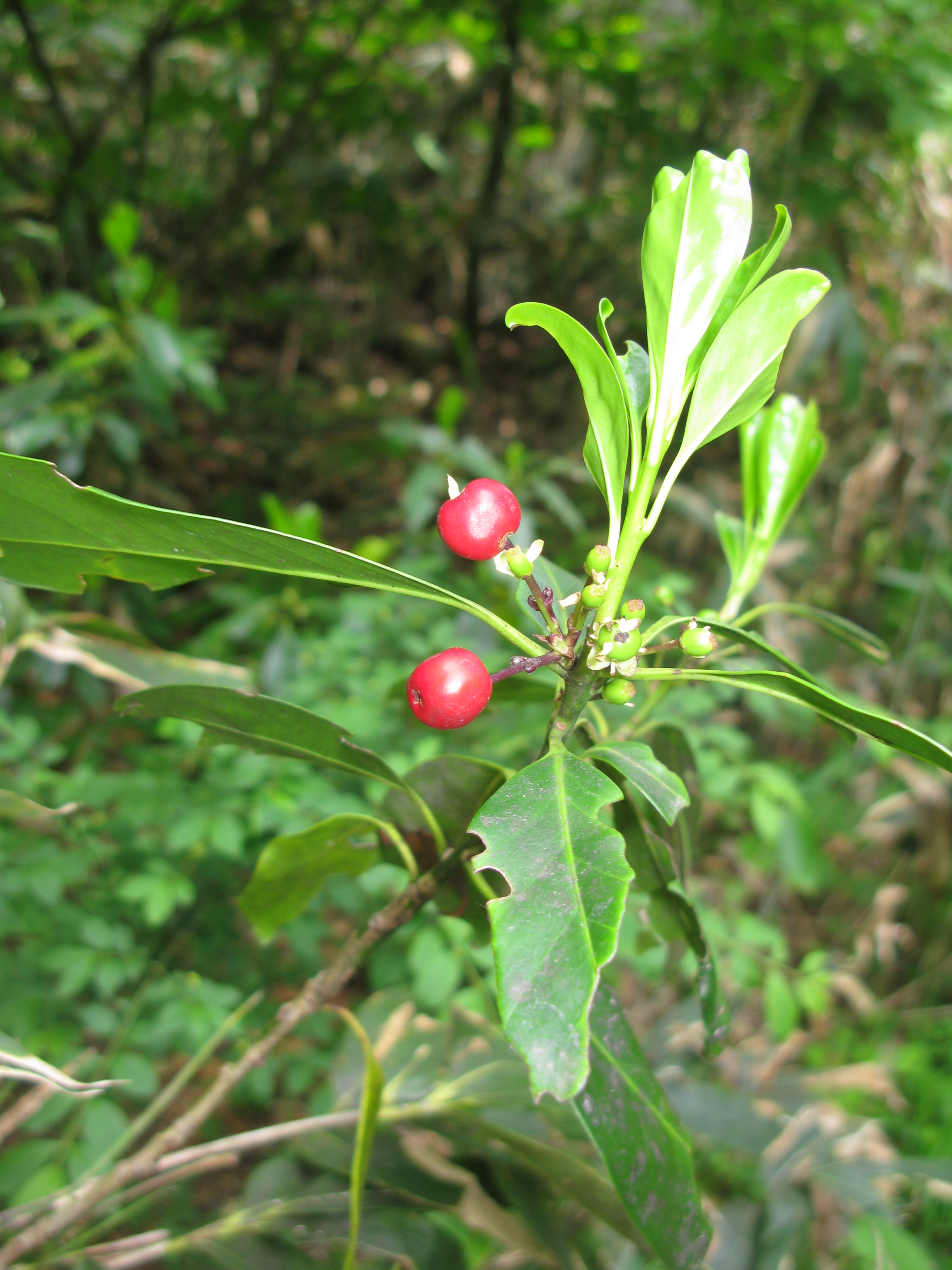
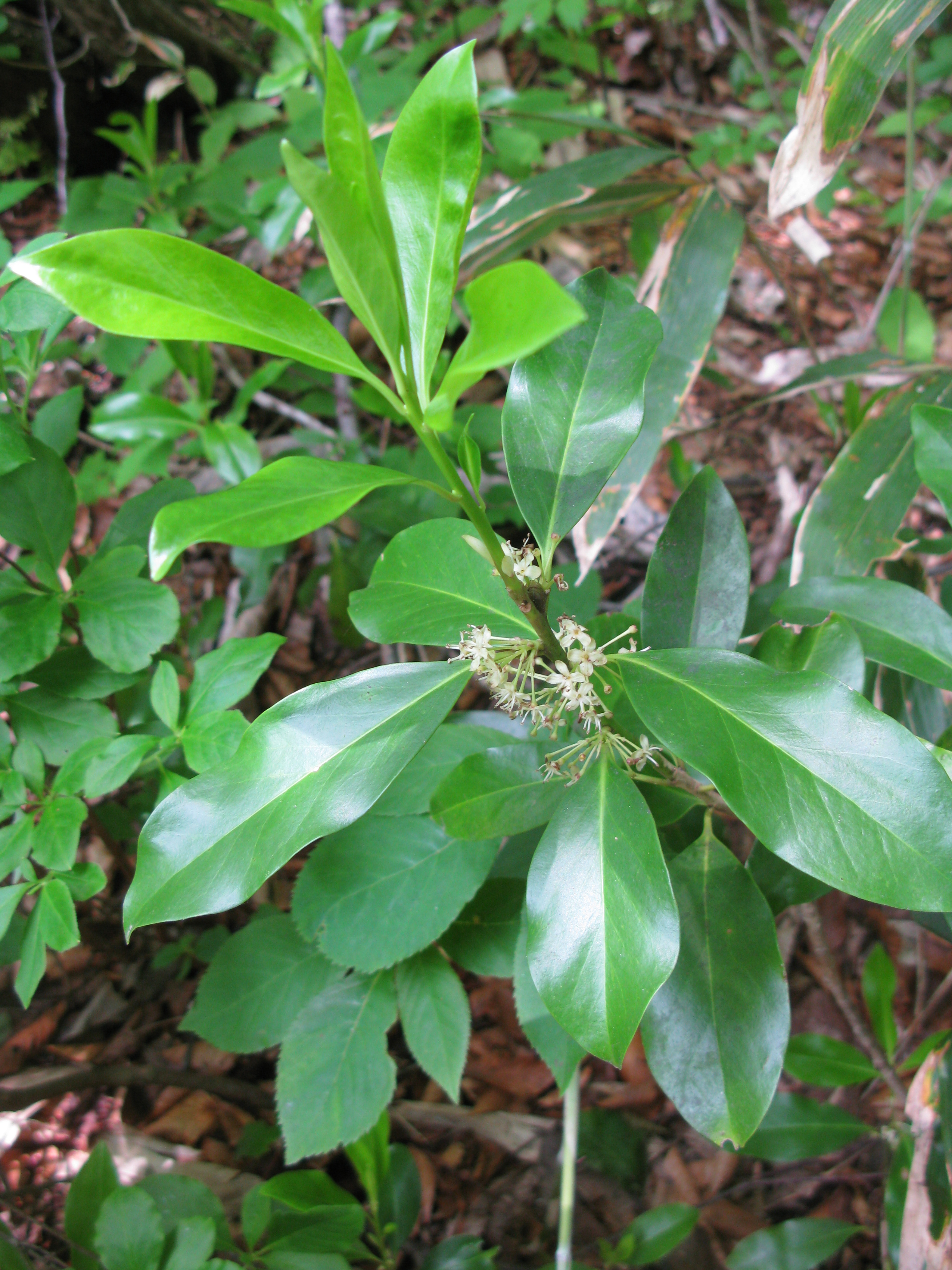